# I Want You So Bad (canção de James Brown)
"I Want You So Bad" é uma canção rhythm and blues escrita e gravada por James Brown. Lançada como single em 1959, alcançou o número 20 da parada R&B. Foi o terceiro sucesso R&B de Brown e seu primeiro sem os vocais de apoio dos The Famous Flames, embora recebam créditos nos selos.